# Michael Moritz
Michael Moritz (* 1968 in Freiburg im Breisgau) ist ein deutscher Schauspieler und Schriftsteller.

## Leben
Michael Moritz ist in der südbadischen Gemeinde Bötzingen aufgewachsen. Nach dem Abitur 1988 studierte er Schauspiel an der Folkwang Universität der Künste in Essen. Danach folgten Engagements als Schauspieler, Körpertrainer und Choreograf am Staatstheater Stuttgart, am Schauspielhaus Zürich und am Burgtheater.
1998 zog er nach Italien. Dort produzierte er Kurzfilme für das Schweizer Fernsehen und den Bayerischen Rundfunk. Seit 2010 lebt er in Wien. Er ist als Dozent an verschiedenen Schauspielschulen tätig.
Er ist Autor von Theaterstücken sowie einer Reihe von Kriminalromanen, die alle im Kölner Emons Verlag erschienen sind.

## Werke

### Theaterstücke
- BrunoFreddyBolle, eine Clown-Produktion, 2007
- Einer geht noch!, ein Solostück. UA: Theaterhaus Stuttgart, September 2010
- Haydi!, eine Produktion der Familie Flöz, 2014 (als Co-Autor)

### Kriminalromane
- Tod in der Rheinaue. Emons, Köln 2010, ISBN 978-3-89705-718-0
- Roter Regen. Emons, Köln 2010, ISBN 978-3-89705-758-6
- Weinselig. Emons, Köln 2011, ISBN 978-3-89705-817-0
- Lost place Vienna. Emons, Köln 2011, ISBN 978-3-89705-902-3
- Zürcher Verschwörung. Emons, Köln 2012, ISBN 978-3-89705-972-6
- Tod im Theaterhaus. Emons, Köln 2012, ISBN 978-3-95451-016-0
- Um die Wurst. Emons, Köln 2013, ISBN 978-3-95451-092-4
- Die Tote im Dolder. Emons, Köln 2013, ISBN 978-3-95451-174-7
- Badisch Blues. Emons, Köln 2014, ISBN 978-3-95451-445-8
- Zürcher Sumpf. Emons, Köln 2015, ISBN 978-3-95451-556-1
- Tessiner Abgrund. Emons, Köln 2015, ISBN 978-3-95451-719-0

### Fernsehen
- 2009: Tatort – Tödliche Tarnung
- 2016: Tatort – Fünf Minuten Himmel